# Östers IF
Östers IF (eller enbart Öster) är en svensk professionell fotbollsförening från Växjö, som debuterade i Allsvenskan säsongen 1968. Föreningen är medlem i Smålands Fotbollförbund och spelar sina hemmamatcher på Spiris Arena.
Föreningen bildades den 20 april 1930 som Östers FF. Den 15 november 1932 ombildades föreningen till Östers IF, då med 56 medlemmar, föreningen hade verksamhet inom fotboll och bandy. Den 6 april 1933 ansökte föreningen om medlemskap i Riksidrottsförbundet.
Tidigare har Östers IF haft sektioner för ishockey, där laget spelade i Sveriges högsta division säsongen 1963/1964, bandy och bowling. Östers IF har endast ett herrlag i fotboll, då damlaget avvecklades 2014.
Östers herrlag i fotboll har fram till 2020 spelat 33 säsonger i Allsvenskan och blivit svenska mästare fyra gånger (1968, 1978, 1980 och 1981), samt vunnit Svenska cupen en gång (1977). Östers IF är det senaste laget att vinna allsvenska som nykomling, något man gjorde 1968 i vad som beskrivits som den jämnaste allsvenskan någonsin. 4 lag slutade på samma poäng men Öster hade bäst målskillnad. 
2000-talet har varit tuffare, Östers IF har två gånger om åkt ner från Allsvenskan till Division Ett på bara två år. Efter att ha slutat som seriesegrare i Division 1 södra 2016 spelar Öster åter i Superettan 2017. Öster IF kvalade även för att hålla sig kvar i Superettan mot Landskrona BoIS 2019 men vann och stannade då kvar i Superettan. 2024 slutade Östers IF på en andraplats i Superettan och spelar i Allsvenskan 2025.
Öster har en egen inmarschsång skriven av Ola Salo som heter Stjärnorna i Öster.

## Historik
Föreningen bildades 20 april 1930 som "Östers FF" i stadsdelen Öster i Växjö. 1932 ändrades föreningsnamnet till Östers IF som registreras hos Smålands Fotbollförbund. 1937 vann laget för första gången en serie, Smålandsserien division II, Växjögruppen. 1947 spelade Öster för första gången det nationella seriesystemet. Stig Svensson, som blev medlem i Öster 1933, slutade själv att spela efter säsongen 1937 på grund av en skada. Istället tog han upp en ledarkarriär i föreningen, som med tiden ofta kallades "Svenssons IF". Strax efter andra världskrigets slut tog han över som föreningens ordförande, och detta gav omedelbart resultat, och sedan fortsatta framsteg. Under 1950-talet gästades Öster av Flamengo (1956) och Juventus (1957).

### Svenska mästare som debutanter

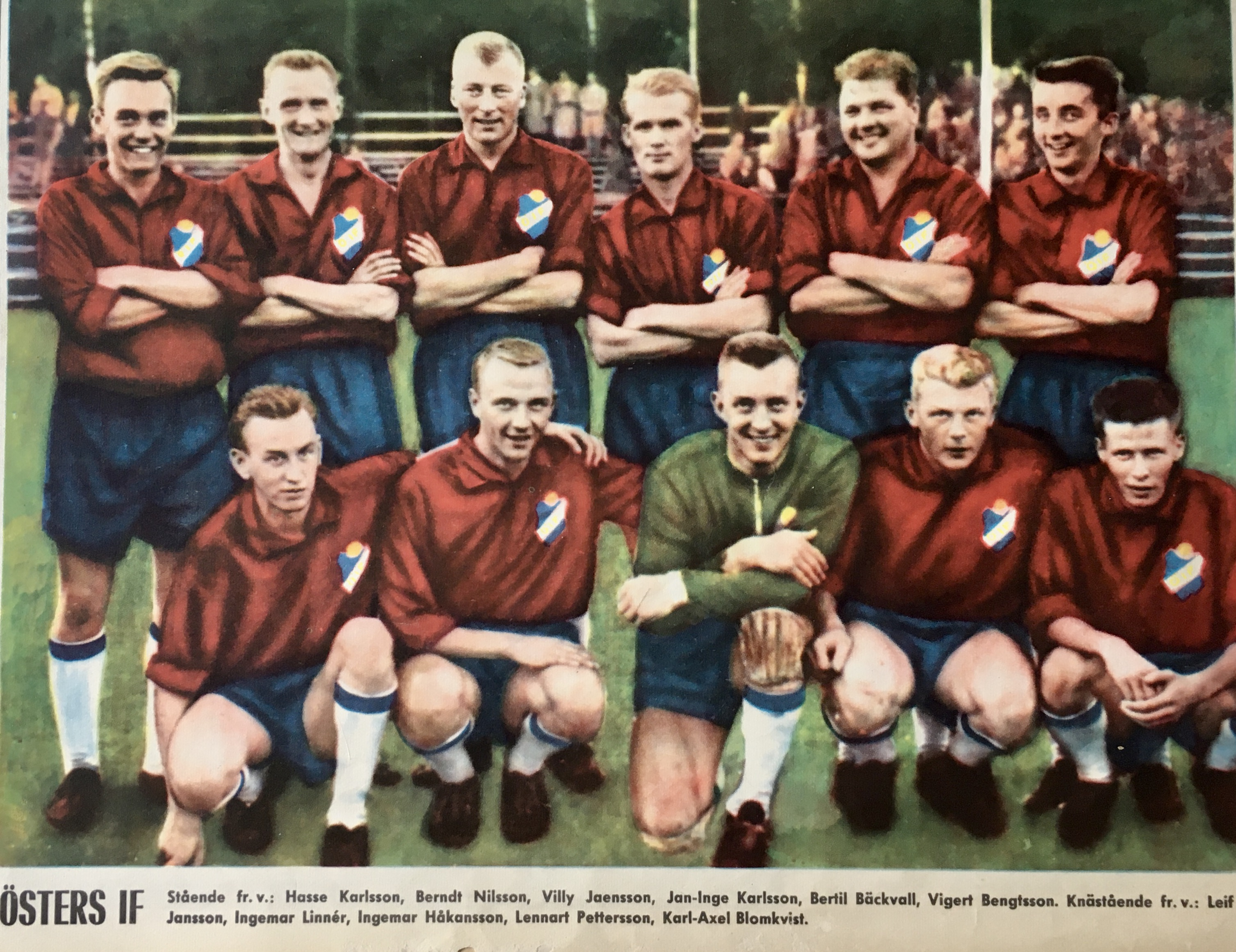
Östers IF 1960.

Östers uppgång började 1959 då laget gick upp i Division II, som då var näst högsta serien. 1961 kvalade laget för första gången till Allsvenskan. Tränaren för Öster var Bertil Bäckvall. 1967 värvade Öster tränaren Vilmos Varszegi och Hollandsproffset Harry Bild. Bild kom att göra flera viktiga mål i kvalet till allsvenskan och var en storvärvning som satte Öster på fotbollskartan. Laget gick upp i Allsvenskan efter kvalsegrar mot Sandvikens IF och IK Brage. Öster vann sedan som debutanter Fotbollsallsvenskan 1968 på målskillnad, Öster är det enda lag som vunnit Allsvenskan som debutant. Elfsborg vann 1961 som nykomlingar det året, men de hade då en äldre historia i allsvenskan. 

### Stjärnorna i Öster
Östers Tommy Svensson tilldelades Guldbollen 1969 och var med i Sveriges VM-lag 1970. Österspelarna Göran Hagberg, Björn Andersson och Inge Ejderstedt var med i Sveriges VM-trupp 1974. Allsvenskans stora skyttekung var Jan "Lill-Damma" Mattsson som vann skytteligan 1973–1975 och totalt gjorde 123 mål för Öster. Anders Linderoth var en av allsvenskans bästa mittfältare och blev en publikfavorit på Värendsvallen. 1976 fick även Anders Linderoth Guldbollen. När Öster spelade mot AS Roma i Uefacupen 1975/1976 möttes två tredjedelar av Gre-No-Li; Gunnar Nordahl satt på Östers tränarbänk, Nils Liedholm tränade Roma. I Uefacupen 1976/1977 tog sig Öster till tredje omgången och mötte FC Barcelona med Johan Cruijff (Öster förlorade med sammanlagt 1–8). Trots framstående spelare i truppen och placeringarna trea, tvåa, trea, tvåa, trea i Fotbollsallsvenskan åren 1972–1976, hade titlarna uteblivit under den första halvan av 1970-talet. Men väntan skulle snart vara över.

### Cup- och ligamästare
I slutet av 1970-talet inleddes en ny framgångsperiod. 1977 vann Öster Svenska cupen vilket ledde till spel i Cupvinnarcupen. 1978 tog föreningen sitt andra SM-guld med Lars "Laban" Arnesson som tränare. I Europacupen 1979/1980 åkte Öster ut i första omgången mot Nottingham Forest (0–2 borta, 1–1 på Värendsvallen) I andra matchen tog Öster ledningen genom Mats Nordgren och pressade för att utjämna den sammanlagda ställningen till 2–2 när Nottingham kvitterade med 11 minuter kvar att spela.  Det tredje SM-guldet togs hem till Växjö 1980 med Bosse Johansson som tränare. Året efter tog laget sitt fjärde SM-guld när man vann Fotbollsallsvenskan 1981. I Europacupen 1981/1982 åkte Öster ut direkt mot Bayern München (0–1, 0–5) och i Europacupen 1982/1983 åkte laget återigen ut i första omgången, denna gång mot Olympiakos FC. I Öster spelade bland andra Thomas Ravelli som debuterade i landslaget 1981, Andreas Ravelli, Peter Truedsson och Peter Nilsson. 1981 bildades Östers IF Dam. 1983 var Öster nära att ta ett femte SM-guld men förlorade finalen i SM-slutspelet mot IFK Göteborg (1–1, 0–3). 

### Efter dominansperioden
1984 var Öster nära att åka ur allsvenskan, endast målskillnad gjorde att smålänningarna kom före IF Elfsborg och Gefle IF som flyttades ned. Bosse Johansson återkom som tränare och kunde föra laget till SM-slutspel via en fjärdeplats 1987. I slutspelet förlorade laget mot blivande mästarna Malmö FF. Föreningen degraderades för första gången från en serie när man trillade ur Allsvenskan 1988. 1989 gick laget obesegrat genom Division I Södra. Inget lag har sedan 1989 gått obesegrad genom en serie i svensk elitfotboll och Öster var tillbaka i Fotbollsallsvenskan 1990. Tränaren Hasse Backe gjorde Öster till ett topplag med spelare som bröderna Ulrik Jansson och Jesper Jansson, Hans Eklund, Peter Wibrån och Andreas Bild. 1992 var Öster enbart ett felaktigt domslut från att nå sitt femte SM-guld; i hemmamatchen mot AIK på Värendsvallen uppfattade inte domaren att Andreas Bilds skott tar i hjulstaget inne i målet, utan tror att bollen tagit i stolpen. TV-bilder visar senare att bollen verkligen tog i hjulstaget och således var inne. AIK vann istället för Öster genom detta Mästerskapsserien (som avgjordes enbart 1991 och 1992).

### Mellan divisionerna

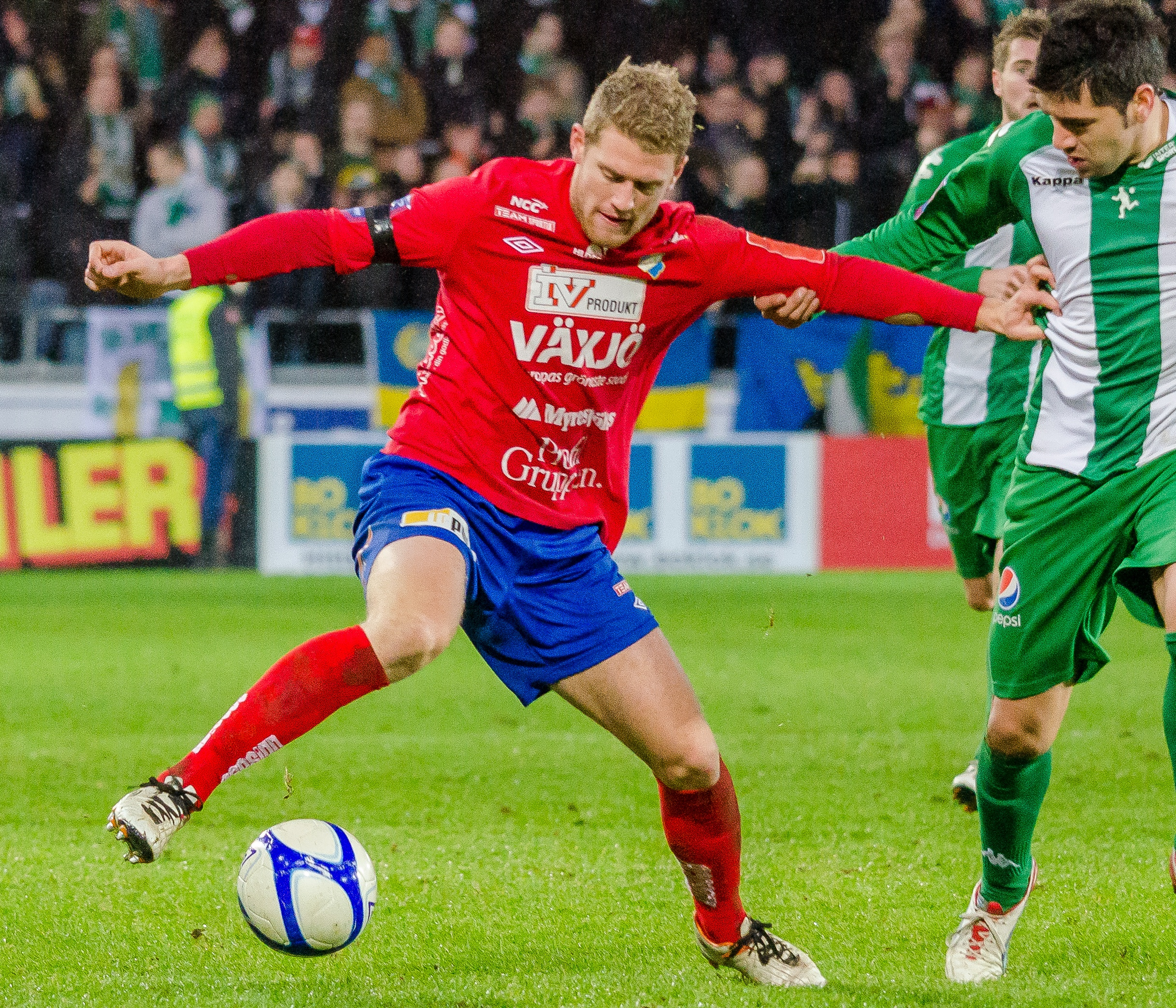
Öster mot Hammarby.

Efter kval mot Gefle IF 1995 var Öster fortsatta allsvenskar. Första matchen i Gävle blev uppskjuten på grund av snö och kyla och spelades några dagar senare på Råsundastadion inför 702 åskådare. Öster fick återigen kvala för att undvika ytterligare nedflyttning 1997, denna gång stod Djurgårdens IF för motståndet. 1998 åkte Öster ur Allsvenskan och spelade i Division I Södra, kom på åttonde plats och fick kvala till då nybildade Superettan mot Ljungby IF. Öster vann sammanlagt med 3–2 och tog platsen i Superettan. Öster spelade i Superettan fram till då laget vann serien 2002 och gick upp i Allsvenskan, men sejouren blev bara ettårig.
Östers IF spelade åter i Superettan, slutade tvåa i Superettan 2005 och gick därmed upp i Allsvenskan men åkte ur serien 2006 och spelade i Superettan. Styrelsen satsade på att vara tillbaka i Allsvenskan så snabbt som möjligt men laget gjorde en fiaskosäsong och åkte ur serien 2007. 2008 spelade Östers IF för första gången sedan 1959 två divisioner under Sveriges högstadivision. Laget slutade på andraplats i Division 1 södra och fick kvalspela mot Jönköpings Södra IF om en plats i Superettan 2009. Jönköpings Södra IF vann kvalserien. Säsongen efter i sista matchen mot IF Limhamn Bunkeflo lyckades Öster spela oavgjort och säkrade därmed seriesegern och avancemang till Superettan inför säsongen 2010. Öster ledde serien endast under 20 minuter – passande nog seriens sista 20 minuter.
Östers IF tvingades kvala för att hålla sig kvar i Superettan 2010. Det blev segrar mot Qviding FIF, 2–0 (b) och 2–1 (h). 2011 gjorde laget en stabil säsong, hade seriens tätaste målvakt/försvar och slutade på en fjärdeplats i Superettan. Östers IF vann Superettan 2012 och var därmed klart för Allsvenskan 2013. Man kom på plats nummer 15 i Allsvenskan och fick därför spela i Superettan 2014. Under följande säsong fick inte laget spelet att stämma och för andra gången under 2000-talet degraderades Öster till division 1 södra året efter att ha degraderats från Allsvenskan. 2016 lyckades man vinna division 1 södra och Östers IF fick därför spela säsongen 2017 i Superettan. Den säsongen placerade sig Östers IF på femte plats.
2022 var det återigen dags för kval till Allsvenskan. Denna gång stod Varbergs BoIS FC för motståndet. Det blev dock inget avancemang till Allsvenskan för Östers del då matcherna slutade med dubbla förluster.

## Statistik
- Flest A-lagsmatcher för föreningen: Peo Bild, 329.
- Flest mål för föreningen: Jan "Lill-Damma" Mattsson, 125.
- Största seger i Allsvenskan: 9–0, Östers IF–GAIS.
- Största förlust i Allsvenskan: 0–6 (Hammarby IF, Kalmar FF).
- Publikrekord: 26 404 åskådare vid kvalmatchen mot IK Brage 1967.
- Högsta publiksnitt över en säsong: 15 622, 1968.

## Spelare

### Spelartruppen
(L) - Inlånad spelare
| Nummer      | Land       | Spelare                  | Födelsedatum      | Kom från            | Moderklubb        |           |
| Målvakter   | Målvakter  | Målvakter                | Målvakter         | Målvakter           | Målvakter         | Målvakter |
| ----------- | ---------- | ------------------------ | ----------------- | ------------------- | ----------------- | --------- |
| 12          | Sverige    | Lukas Pihlblad           | 15 juni 2006      | Hammarby IF         | Räppe GoIF        |           |
| 13          | Sverige    | Robin Wallinder          | 13 maj 1999       | Gefle IF            | Onsala BK         |           |
| 32          | Sverige    | Carl Lundahl Persson     | 13 september 2000 | IFK Hässleholm      | Önnestads BoIF    |           |
| Försvarare  |            |                          |                   |                     |                   |           |
| 2           | Sverige    | Axel Lindahl             | 4 april 1995      | BK Häcken           | Lidköpings IF     |           |
| 3           | Ghana      | Kingsley Gyamfi          | 15 mars 2004      | Hammarby IF         | MŠK Žilina Africa |           |
| 4           | Sverige    | Sebastian Starke Hedlund | 5 april 1995      | Valur               | Älvsjö AIK        |           |
| 5           | Sverige    | Mattis Adolfsson         | 11 december 2001  | Östers IF U         | Lessebo GoIF      |           |
| 14          | Sverige    | Dennis Olsson            | 10 juni 1999      | Helsingborgs IF     | Påarps GIF        |           |
| 15          | Serbien    | Ivan Kričak              | 19 juli 1996      | Mjällby AIF         | Partizan Belgrad  |           |
| 16          | Sverige    | Raymond Adjei            | 10 februari 2004  | Malmö FF            | BK Olympic        |           |
| 21          | Sverige    | Lukas Bergquist          | 28 juni 2000      | Umeå FC             | Söderhamns FF     |           |
| 33          | Finland    | Tatu Varmanen            | 9 juli 1998       | TPS                 | IF Brommapojkarna |           |
| Mittfältare |            |                          |                   |                     |                   |           |
| 6           | Sverige    | Noah Söderberg           | 21 augusti 2001   | IF Elfsborg         | Bredareds IF      |           |
| 7           | Finland    | Anssi Suhonen L          | 14 januari 2001   | Hamburger SV        | JäPS              |           |
| 8           | Sverige    | Daniel Ask               | 20 december 1998  | AaB                 | Malmö FF          |           |
| 10          | Sverige    | Oscar Uddenäs            | 10 januari 2000   | Excelsior           | GIF Nike          |           |
| 18          | Sverige    | Daniel Ljung             | 29 november 1998  | Jönköpings Södra IF | IF Hallby         |           |
| 19          | Finland    | Matias Tamminen          | 21 november 2001  | Inter Turku         | KTP               |           |
| 23          | Montenegro | Vladimir Rodic           | 7 september 1993  | Hammarby IF         | Graficar Beograd  |           |
| 24          | Sverige    | Patriot Sejdiu L         | 31 augusti 2005   | Malmö FF            | Hörby FF          |           |
| 26          | Danmark    | Magnus Christensen       | 20 augusti 1997   | Stabæk              | Bangsbro Freja    |           |
| 30          | Sverige    | Al-Hussein Shakir        | 12 januari 2007   | Östers IF U         | Sverige           |           |
| Anfallare   |            |                          |                   |                     |                   |           |
| 9           | Sverige    | Niklas Söderberg         | 10 januari 1997   | IK Brage            | Märsta IK         |           |
| 20          | Sverige    | Alibek Aliev             | 16 augusti 1996   | FC Trollhättan      | Bäckefors IF      |           |
| 29          | Sverige    | Christian Kouakou        | 20 april 1995     | Kocaelispor         | AIK               |           |
| 344         | Sverige    | Joel Voelkerling Persson | 21 augusti 2006   | US Lecce            | Trelleborgs FF    |           |

### Läringsspelare
| Nr | Land    | Pos | Namn             |
| -- | ------- | --- | ---------------- |
| -  | Sverige | MF  | Gabriel Forslund |
| -  | Sverige | MF  | Isak Järdler     |

| Nr | Land    | Pos | Namn         |
| -- | ------- | --- | ------------ |
| -  | Sverige | A   | Olle Lövdahl |
| -  | Sverige | F   | Vincent Lind |

### Utlånade spelare
| Nr | Land    | Pos | Namn                                                        |
| -- | ------- | --- | ----------------------------------------------------------- |
| 30 | Sverige | MV  | Mirsad Basic (i Oskarshamns AIK till 31 december 2025)      |
| 11 | Sverige | MF  | Hannes Bladh Pijaca (i Ängelholms FF till 31 december 2025) |

| Nr | Land    | Pos | Namn                                                   |
| -- | ------- | --- | ------------------------------------------------------ |
| 17 | Sverige | A   | Vincent Poppler (i IKI Oddevold till 30 november 2025) |
| 28 | Sverige | MF  | Philipp Berndt (i Räppe GOIF till 31 december 2025)    |
| 31 | Sverige | A   | Gustav Fälth (i Räppe GOIF till 31 december 2025)      |

## Österprofiler
De personer som främst associeras med Öster är Stig Svensson och hans son Tommy Svensson. Stig Svensson blev medlem 1933 och var ordförande 1943–1989, vilket gav honom smeknamnet "Mr Öster". Tommy Svensson spelade i laget 1961–1971 + 1973–1977, och efterträdde Stig som lagledare 1978.
Österspelare som spelat i Sveriges herrlandslag i fotboll är:
- Thomas Ravelli 143 landskamper, vinnare av Guldbollen 1981
- Joachim Björklund 78 landskamper
- Emil Krafth 46 landskamper (aktiv, senaste landskamp 2024)
- Andreas Ravelli 41 landskamper
- Anders Linderoth 40 landskamper, vinnare av Guldbollen 1976
- Tommy Svensson 40 landskamper, vinnare av Guldbollen 1969
- Peter Nilsson 35 landskamper
- Björn Andersson 28 landskamper
- Harry Bild 28 landskamper, vinnare av Guldbollen 1963
- Inge Ejderstedt 23 landskamper
- Mats Nordgren 19 landskamper
- Håkan Arvidsson 17 landskamper
- Stefan Landberg 17 landskamper
- Göran Hagberg 15 landskamper
- Karl-Gunnar Björklund 14 landskamper
- Jan "Lill-Damma" Mattsson 13 landskamper
- Greger Hallén 11 landskamper
- Peter Wibrån 10 landskamper
- Hans Eklund 7 landskamper
- Jan Jansson 7 landskamper
- Peter Truedsson 7 landskamper
- Ulrik Jansson 6 landskamper
- Tommy Evesson 4 landskamper
- Tobias Grahn 4 landskamper
- Jonny Gustafsson 3 landskamper
- Markus Jonsson 3 landskamper
- Pa Konate 3 landskamper
- Andreas Bild 2 landskamper
- Per-Olof Bild 2 landskamper
- Darijan Bojanic 2 landskamper (aktiv, senaste landskamp 2020)
- Isak Pettersson 2 landskamper (aktiv, senaste landskamp 2020)
- Jesper Jansson 1 landskamp
- Jonathan Levi 1 landskamp (aktiv, senaste landskamp 2019)

Damlandslagsspelare
- Pia Sundhage, 146 landskamper
- Frida Nordin, 40 landskamper

Österspelare som spelat i andra fotbollslandslag är:

- Andrejs Rubins (117 landskamper för Lettland)
- Atiba Hutchinson (104 landskamper för Kanada)
- Kaspars Gorkss (86 landskamper för Lettland)
- Erkka Petäjä (84 landskamper för Finland)
- Mark Watson (78 landskamper för Kanada)
- Yamba Asha (58 landskamper för Angola)
- Jari Europaeus (56 landskamper för Finland)
- Olivier Karekezi (55 landskamper för Rwanda)
- Teitur Thordarson (41 landskamper för Island)
- Paulo José Figueiredo (38 landskamper för Angola)
- Ryan Johnson (35 landskamper för Jamaica)
- Helgi Valur Danielsson (33 landskamper för Island)
- Ingemar Teever (31 landskamper för Estland)
- Sergej Andreev (26 landskamper för Sovjetunionen)
- Teafore Bennett (20 landskamper för Jamaica)
- Jabu Mahlangu (20 landskamper för Sydafrika)
- Sergej Prigoda (19 landskamper för Sovjetunionen)
- Peter Binkovski (17 landskamper för Slovenien)
- Anatoli Ponomarev (15 landskamper för Azerbajdzjan)
- Peter Utriainen (11 landskamper för Finland)
- Pa Konate 8 landskamper för Guinea (aktiv, senaste landskamp 2022)
- Stefan Thordarson (6 landskamper för Island)
- David Vidarsson (9 landskamper för Island)
- Kevin Amuneke (2 landskamper för Nigeria)
- Thorvaldur Makan (1 landskamp för Island)

## Tränare
- Bertil Bäckvall (1958–1963)
- Vilmos Varszegi (1967–1973)
- Bengt "Julle" Gustavsson (1973–1974)
- Gunnar Nordahl (1975–1976)
- Lars "Laban" Arnesson (1977–1978)
- Bosse Johansson (1979–1981 och 1986–1988)
- Leif Widén (1982–1985 och 2003–2004)
- Hans Backe (1989–1993)
- Nanne Bergstrand (1994–1996)
- Andreas Ravelli (1997)
- Bo Axberg (1997–1998)
- Jan Mattsson (1998–2001)
- Jevgenij Kuznetsov (2001–2003 och 2007–2008)
- Lars Jacobsson (2005–2006)
- Giles Stille (2007)
- Andreas Ottosson (2009–2010)
- Ludwig Ernstsson (2010)
- Hans Gren (2010)
- Roar Hansen (2011–2012)
- Andreas Thomsson (2013)
- Roberth Björknesjö (2014)
- Thomas Askebrand (2015–2017)
- Christian Järdler (2018–2019)
- Denis Velic (2019–2021)
- Srdjan Tufegdzic (2021–2023)
- Martin Foyston (2024–)